# غریبه‌ای در مسکو
غریبه‌ای در مسکو (به انگلیسی: Stranger in Moscow)، ترانه‌ای از آلبوم تاریخ اثر مایکل جکسون می‌باشد.این ترانه ۴ نوامبر ۱۹۹۶ در سراسر جهان انتشار یافت. متن این ترانه در سال ۱۹۹۳، زمانی که جکسون متهم به سوءاستفاده جنسی از کودکان (در هنگام اجرای تور جهانی در مسکو) شد، نوشته شد. جکسون در این آهنگ دربارهٔ تنهایی و سقوط از شوکتی که او را به مرز جنون و پارانویا در شهر مسکو رساند، صحبت می‌کند. بعد از کامل شدن آهنگ، وی تصمیم گرفت آن را در دیسک دوم آلبوم تاریخ جای دهد.غریبه‌ای در مسکو، توسط منتقدان بسیار ستوده شده‌است.
موزیک ویدئوی آهنگ، جکسون را در حالتی نشان می‌دهد که به اتفاقات دنیای اطراف خود بی‌توجه‌است.

## پیش‌زمینه و موضوع ترانه
در سال ۱۹۹۳ رابطه جکسون با مطبوعات به دلیل اتهامات سوءاستفاده جنسی از کودکان رو به تیرگی رفت. اگرچه این اتهامات هیچ گاه ثابت نشدند ولی مطبوعات به شایعات در این مورد دامن زدند. واکنش رسانه‌های شایعه پرداز به اتهامات مطرح شده، جکسون را در شرایط نامطلوبی قرار داد. کارشکنی‌های رسانه‌ها و چگونگی پوشش وقایا توسط آن‌ها، شامل استفاده از سرتیترهای تحریک‌آمیز برای جلب خوانندگان و رهگذران (در حالی که خود متن با سرتیتر مطابقت نداشت)، پذیرفتن داستان‌های افرادی که برای پول به جکسون تهمت دست داشتن در فعالیت‌های مجرمانه می‌زدند، استفادهٔ غرض ورزانه از عکس‌های جکسون در بدترین وضعیت ظاهری اش، نبود واقع گرایی و استفاده از سر تیترهایی که به شدت گناهکار بودن جکسون را تلقین می‌کرد، بود.
جکسون برای مقابله با استرس اتهاماتی که به او وارد شده بود، شروع به استفاده از انواع مسکن‌ها و داروها کرد. تا پاییز ۱۹۹۳، جکسون به این داروها اعتیاد پیدا کرده بود. وضعیت سلامتی جکسون تا حدی به وخامت گذاشت که او ادامهٔ تور جهانی خطرناک خود را لغو نمود و چند ماهی به یک مرکز درمان اعتیاد رفت. استرس اتهامات باعث شد که جکسون از غذا خوردن دست بردارد، و وزن بسیار زیادی از دست بدهد.
«غریبه‌ای در مسکو» ترانه‌ای به سبک آر اند بی است. جکسون این ترانه را هنگام اجرای تور جهانی خطرناک در مسکو و در هنگام علنی شدن اتهامات جنسی نوشت.

## نقد
این آهنگ در میان منتقدان و تولیدکنندگان موسیقی با استقبال خوبی مواجه شد. جیمز هانتر از مجلهٔ رولینگ استون، معتقد است: «جکسون، فلک زده، زخم خورده و عصبانی دربارهٔ سقوط از شوکت ناگهانی است که به خاطر اتهامات مطرح شده، به آن دچار شده‌است.» منتقدان با اشاره به فضای وهم آلود و پر از تنهایی موجود در این آهنگ، این اثر جکسون را یکی از بهترین ترانه‌های او می‌نامند. آسوشیتد پرس با ستودن این ترانه، آن را معرف «شخصیت شکسته خوردهٔ یک مرد مغرور، که در سایه کاخ کرملین در تنهایی به سر می‌برد»، می‌داند.

## موزیک ویدئو
این ویدئو، داستان شش غریبه از مردم شهر را روایت می‌کند: مردی کنار یک پنجره، مردی بی‌خانمان، زنی تنها در یک کافی شاپ، مردی تنها که به چند کبوتر غذا می‌دهد، پسری جوان که دوستانش او را طرد کرده‌اند و خود جکسون که در حال قدم زدن در خیابان‌های شهر است. موزیک ویدئوی این آهنگ، این افراد را در حالی نشان می‌دهد که به غیر از خود آن‌ها، تمام اتفاقات و حرکات موجود در شهر به صورت آهسته اتفاق می‌افتد. در نیمه دوم ویدئو باران شدیدی در شهر شروع می‌شود و مردم در حال فرار از قطرات باران می‌باشند. آن شش غریبه، تلاش مردمی را که برای یافتن سرپناهی در حال دویدن هستند، تماشا می‌کنند. در نهایت آن شش نفر تصمیم می‌گیرند که سرپناه خود را ترک کرده و خود را در معرض باران قرار دهند.
زندگی نامه نویس، جی رندی تارابورلی، اظهار کرده‌است که این ویدئو براساس زندگی واقعی مایکل جکسون است. جکسون نیمه شبها، تنها، در خیابان‌های شهر قدم می‌زده و در جستجوی دوستی برای خود می‌گشت. جکسون توضیح می‌دهد که :«حتی وقتی در خونه هستم، احساس تنهایی می‌کنم. بعضی اوقات در اتاقم می‌شینم و گریه می‌کنم. دوست پیدا کردن خیلی سخته. بعضی مواقع شبها تو خیابونا قدم می‌زنم بلکه بتونم کسی رو برای صحبت کردن پیدا کنم ولی در نهایت تنها به خونه برمی گردم.»

## عوامل
- ترانه‌نویس: مایکل جکسون
- آهنگساز: مایل جکسون
- خواننده: مایکل جکسون
- تهیه‌کننده: مایکل جکسون
- خوانندهٔ پس‌زمینه: مایکل جکسون
- گیتار پس‌زمینه: استیو لاکدر
- کیبورد، سینث‌سایزر: استیو پورکارو و دیوید پایچ
- باس: دیوید پایچ